# Цундімахі
Цундімахі (рос. Цундимахи) — село Акушинського району, Дагестану Росії. Входить до складу муніципального утворення Сільрада Дубрімахінська.
Населення — 356 (2010).

## Населення
За даними перепису населення 2002 року в селі мешкало 368 осіб. У тому числі 175 (47,55 %) чоловіків та 193 (52,45 %) жінки.
Переважна більшість мешканців — даргинці (100 % від усіх мешканців). У селі переважає північнодаргинська мова.